# Johannes der Almosengeber

Johannes der Almosengeber auf einer russischen Ikone

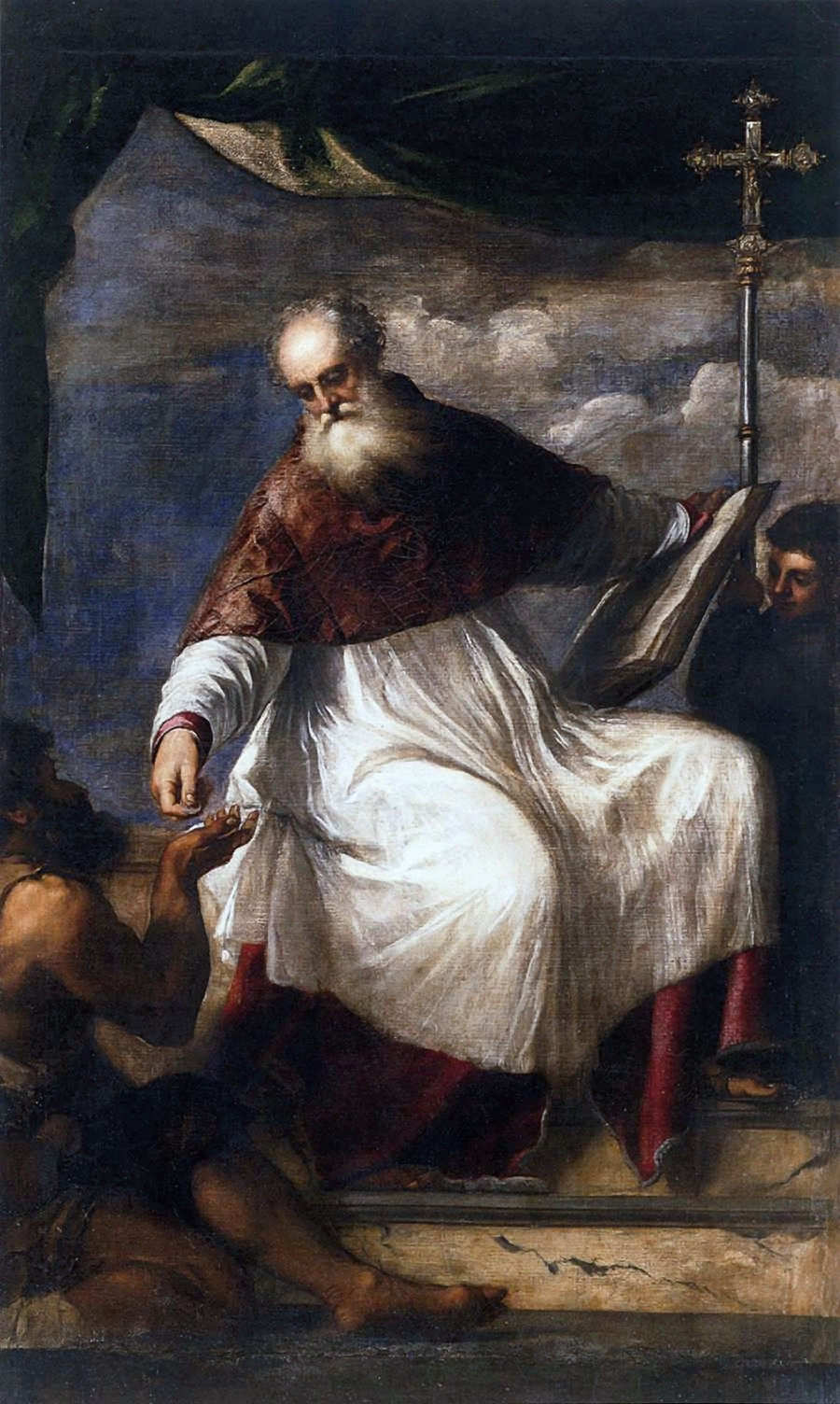
Johannes der Almosengeber gemalt von Tizian in der Kirche San Giovanni Elemosinario in Venedig

Johannes der Almosengeber, auch Johannes Elemosynarius oder Johannes der Barmherzige (* um 556 in Amathous, Zypern; † um 619 auf Zypern), lateinisch Ioannes Eleemosynarius, war von 610 bis 619 Patriarch von Alexandrien. Er wird sowohl von der katholischen als auch von der orthodoxen Kirche als Heiliger verehrt.

## Leben und Wirken
Johannes der Almosengeber wurde um 556 als Sohn der Eucosmia oder Cosmia und des Epiphanius, des Statthalters von Zypern, geboren. Schon in jungen Jahren hatte er eine Vision vom Mitleid des Herrn. Dieses Erlebnis beeindruckte ihn so sehr, dass er sich fortan unablässig um die Armen kümmerte. Er heiratete früh, verlor aber bald seine Frau und seine Kinder. Hierauf begann er, sein Vermögen an die Armen zu verteilen. Als 609 der Patriarch von Alexandrien Theodor I. starb, bat Niketas, der Statthalter von Ägypten, im Namen der alexandrinischen Gemeinde Kaiser Herakleios darum, Johannes zu dessen Nachfolger zu ernennen. Der Kaiser gab dieser Bitte statt und so wurde Johannes zum Patriarchen von Alexandrien.
Johannes erstellte sodann zunächst eine Liste aller Bedürftigen der Gemeinde Alexandriens. Diesen 7.500 Armen gewährte er Unterschlupf in seinem Palast, er versorgte sie mit Nahrung und nannte sie „meine Herren“. Simonie und Häresie wollte er durch bessere religiöse Erziehung bekämpfen, deshalb ließ er in seinem Sprengel viele Gotteshäuser errichten, so dass sich deren Zahl von sieben auf siebzig erhöhte. Johannes bekämpfte auch die Irrlehre des Monophysitismus. Um Betrug und Täuschung einzudämmen, reformierte er das System der Gewichte und Maße. Auch gegen die Korruption ging er vor. Für die Menschen in seinem Sprengel ließ er Krankenhäuser errichten, darunter sogar die wohl erste Entbindungsstation.
Als die Perser unter Chosrau II. 614 in Jerusalem einmarschierten, nahm Johannes die flüchtenden Christen auf und versorgte sie mit Hilfsgütern und Nahrung. 619 floh er in seine Heimat, Zypern, nachdem die Sassaniden schließlich auch Alexandrien eroberten. Kurze Zeit später starb Johannes. Fast zwei Jahre blieb das Amt des Patriarchen von Alexandrien unbesetzt, bis Georg I. ihm nachfolgte.

## Legende
Gemäß der Überlieferung soll er einem schiffbrüchigen Händler dreimal geholfen haben. Beim dritten Mal besorgte er ihm ein Schiff mit einer Ladung Weizen. Gute Winde brachten dieses in kurzer Zeit nach Britannien. Weil dort Weizen knapp war, erzielte der gerettete Händler einen hohen Gewinn für seine Ware.
Weil Johannes sein ganzes Vermögen für die Hilfsbedürftigen opferte, besaß er nur eine schäbige Bettdecke. Ein reicher Kaufmann schenkte ihm deshalb eine prunkvolle Bettdecke. Nachdem Johannes die Decke für eine Nacht verwendet hatte, verkaufte er sie wieder und verteilte den Erlös unter den Armen. Der Kaufmann schenkte ihm darauf zum zweiten Mal eine prunkvolle Decke. Johannes hielt es mit der zweiten Decke wie mit der ersten und erklärte dem Kaufmann, dass er dasselbe mit jeder weiteren Decke tun würde, die der Kaufmann ihm schenken würde. Deswegen wird Johannes der Almosengeber in der christlichen Ikonographie häufig eine Decke haltend abgebildet.
Als einmal ein Mann Johannes’ Haus aufsuchte und um Almosen bat, von den Dienern aber weggeschickt wurde, weil er kein Bedürftiger zu sein schien, ermahnte sie Johannes und befahl ihnen, auch diesem Menschen Almosen zu geben, da es sich dabei um Christus in veränderter Gestalt handeln könnte.

## Reliquien
Sein Leichnam wurde zunächst nach Konstantinopel überführt. Nachdem die Stadt 1453 durch die Osmanen eingenommen worden wurde, übergab ihn Sultan Mehmed II. 1480 dann als Geschenk an den ungarischen König Matthias Corvinus, der die Reliquie nach Buda überführte. Nach der Schlacht bei Mohács brachte sie Königin Maria von Ungarn im September 1526 mit anderen Wertgegenständen nach Preßburg und sie wurde zuerst auf der Burg aufbewahrt. Von dort kam sie später in den St. Martinsdom. Im Jahre 1632 ließ Erzbischof Peter Pázmány für die Reliquie einen prächtigen Silberschrein bauen, die Einweihung erfolgte am 23. Januar 1632. Hundert Jahre später, zwischen 1729 und 1732 ließ Fürsterzbischof Emmerich Esterházy eine barocke Kapelle an den St. Martinsdom zu Preßburg anbauen in der die Reliquie des Heiligen verehrt werden sollte. Die Ausstattung der Kapelle gestaltete der österreichische Bildhauer Georg Raphael Donner.
Ein Fuß des Heiligen wird in der Matthiaskirche in Budapest aufbewahrt.
Johannes der Almosengeber war der ursprüngliche Schutzpatron des Hospitalistenordens. Seine Heiligenvita, die von Leontius von Neapolis in Zypern verfasst wurde, wurde von Anastasius dem Bibliothekar im neunten Jahrhundert ins Lateinische übersetzt.

## Gedenktage
In der katholischen Kirche wird seinen Gedenktag am 23. Januar, in der orthodoxen Kirche am 12. November gefeiert.